# جيمس دبليو. إنجلش
جيمس دبليو. إنجلش (بالإنجليزية: James W. English)‏ هو سياسي أمريكي، ولد في 28 أكتوبر 1837 في نيو أورلينز في الولايات المتحدة، وتوفي في 15 فبراير 1925 في أتلانتا في الولايات المتحدة.